# February Papers
February Papers ist ein Album von Tony Oxley. Die im Februar 1977 im Nemo Studio in London entstandenen Aufnahmen erschienen 1977 auf Incus Records und wurden als Download bzw. Compact Disc 2020 auf dem Label Discus wiederveröffentlicht.

## Hintergrund
Im Februar 1977 stellte Vangelis Papathanassiou, nachdem ein Popsänger seinen Produktionstermin verschoben hatte und sein Londoner Studio überraschend frei wurde, dieses seinem Freund Oxley für eine Woche zur Verfügung: Dort entstanden, aufgenommen durch Vangelis, die Stücke dieses Albums, aber auch noch sieben weitere Stücke, die damals nicht veröffentlicht wurden. Nach dem Urteil von Oxley-Biograph Ulrich Kurth wurde es „eine inspirierte Woche voller Ironie, Witz und Spottlust.“
February Papers enthält Solo,- Trio- und Quartettstücke. Das kollektive Personal um Oxley spielte in verschiedenen Quartett- und Triokonfigurationen detaillierte und kollektive Klänge von Streichern, Perkussion und Elektronik. Zu den Partnern bei diesen Sessions von Oxleys, der hier neben Perkussion Geige und Elektronik spielte, gehören die beiden Geiger Philipp Wachsmann und David Bourne, der Gitarrist Ian Brighton sowie der Bassist Barry Guy, der hier auch Bassgitarre spielte. Wenn Oxley die Geige nutzte, änderte er die Richtung des Bogenstrichs um 90 Grad, so dass er horizontal und nicht von der Seite her über die Saiten strich und kratzte. Bei den kollektiven Stücken gab er seinen Mitmusikern ähnlich wie in der Intuitiven Musik Stockhausens knappe Anleitungen zum Einstimmen. Bei „Sounds of the Soil 2“ hieß es: „Stellt Euch vor, ihr seid Teil der Gemeinschaft der Termiten und Insekten im Boden.“
Die Herzstücke des Albums sind Oxleys Solostücke „Brushes“ (nur auf Besen gespielt), „Combination“ und das (ironischerweise) Evan Parker gewidmete „On the Edge“, bei denen sein ausgedehnter Einsatz von perkussiven und elektronisch verstärkten Objekten dominiert. „On the Edge“ entstand Oxley zufolge durch das Streichen eines Bogens auf der Schneide eines Messers, das elektronisch verstärkt abgenommen wurde: „Es ist unglaublich, was für Klangmöglichkeiten einem kleinen Stück Metall zu entlocken sind.“

## Titelliste
- Tony Oxley: February Papers (Incus 18, Discus 99CD)[6]

1. Quartet 1 7:35
2. Sounds of the Soil 7:20
3. Brushes 4:08
4. Chant-Quartet 6:48
5. Trio 5:16
6. Combination 7:04
7. On the Edge (to E.P.) 2:57

Die Kompositionen stammen von Tony Oxley.

## Rezeption

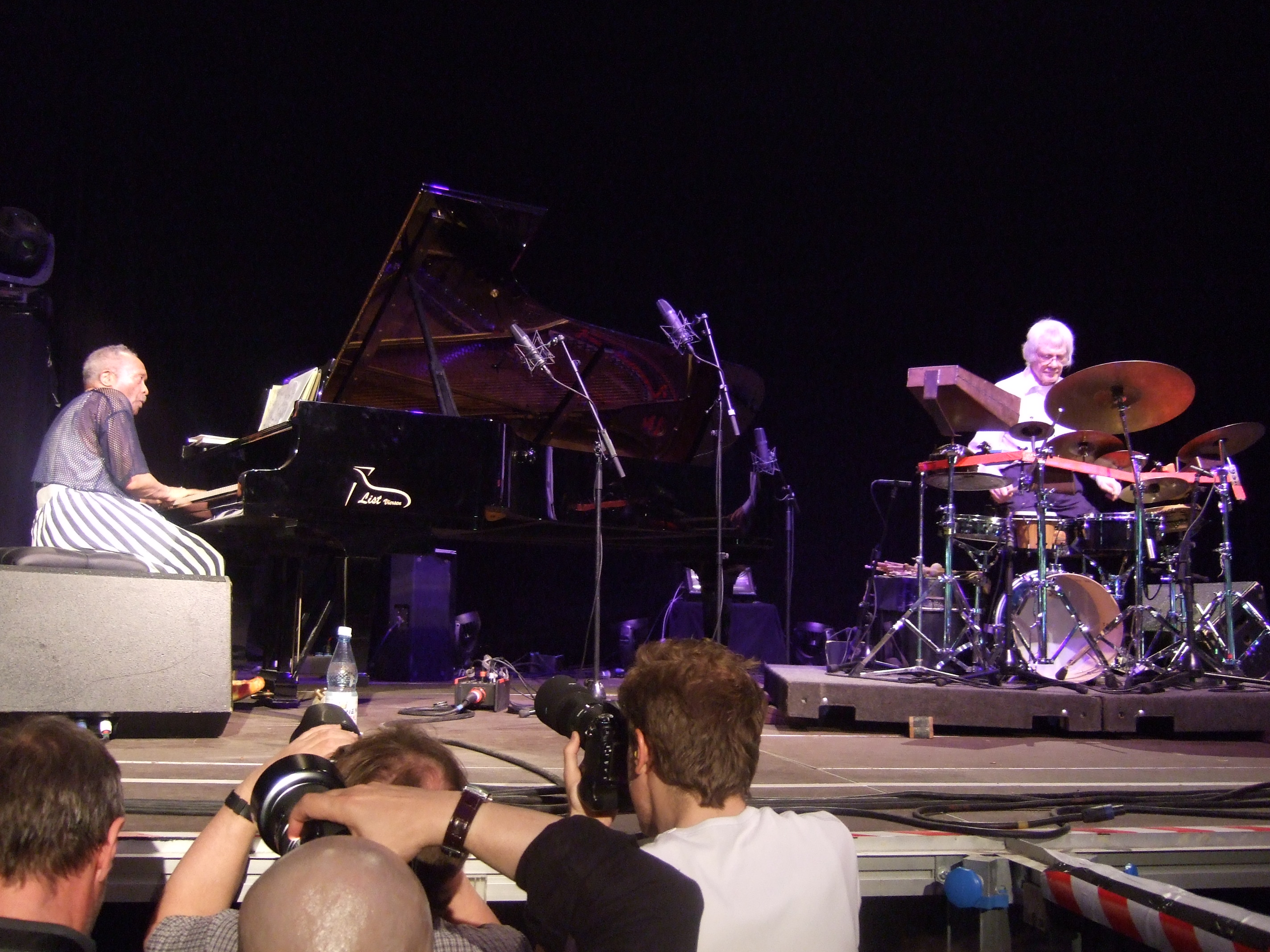
Tony Oxley (rechts) mit dem Pianisten Cecil Taylor auf dem Moers festival 2008

In einer Rezension für Point of Departure schrieb David Grundy: „February Papers ist ein äußerst fokussiertes Album ... Im Großen und Ganzen deutet „Komposition“ hier auf Arrangements mit Ensemblestruktur in Quartett-, Trio- und Solokonfigurationen hin, oder im Fall von Oxley Solo-Percussion, die sich auf bestimmte Oberflächen oder schlagende Geräte konzentriert. Die Musik ist kollektiv, nicht egoistisch: eine raschelnde Welt aus Details und Unschärfe, höchst aktiv und doch irgendwie ausweichend, Klänge, die sich am Rande des Bewusstseins durchsetzen“.
Ken Waxman von JazzWord lobte Oxleys Solo-Tracks und erklärte, dass sie „die Percussion-Klugheit bestätigen, die es ihm ermöglichte, mit Hardboppern und Free-Jazzern gleichermaßen aufzutreten. Darüber hinaus sind dieses stentorhafte Bassdrum-Grollen, Becken-Schrillen und die elektronischen Drones nicht nur für sich genommen überzeugend, sondern verwandeln als Begleitung Prunkstücke in kontrapunktische Verbindungen“.
Der Musiker und Autor Henry Kuntz (1978) lobte das Album wegen seiner „fortgeschrittenen technischen und konzeptionellen Ideen“; es mache „essentielles Zuhören“ möglich. Er bezeichnete „Combination“ als „eine von [Oxleys] am vollständigsten realisierten Integrationen elektronischer und akustischer Klangquellen auf Platte.“ Er stellte fest, dass die Ensemblearbeit „eher dazu tendiert, instrumentale Unterschiede zu verwischen als zu betonen“, merkte aber auch an, dass „offensichtliche Kompositions- und Entwicklungsprinzipien am Werk sind und gut strukturierte Soli vorhanden sind.“
Genauer meint Uli Kurth aufbauend auf seinen Gesprächen mit Oxley und einer eingehenden musikologischen Analyse von February Papers, bei der sich „ruppige Späße und Überrmut“ offenbaren: „Das Klanggeschehen unterscheidet sich von den anderen LPs [von Oxley], denn der musikalische Akzent liegt auf skurrilen improvisierten Geräuschkollagen, die einen beißenden Humor offenbaren. Dem verbissenen Ernst vieler Improvisatoren hält er den Spiegel der Ironie gegenüber.“